# Fin août, début septembre
Fin août, début septembre és una pel·lícula francesa dirigida per Olivier Assayas, estrenada a França el 10 de febrer de 1999 i protagonitzada per Mathieu Amalric.

## Sinopsi
Gabriel treballa al món editorial i suggereix al seu amic Adrien, un escriptor sense inspiració, que faci un informe sobre la seva vida per a una estació regional de France 3. Junts marxen cap a Mulhouse, on hi viu Adrien. Aquest últim confia en Gabriel sobre les seves dificultats financeres i la seva carrera com a novel·lista. Per la seva banda, Gabriel veu el final de la seva separació de la seva parella Jenny, amb qui ha viscut molts anys i que continua tenint sentiments per ell. Segueixen amb la difícil venda del seu apartament. Gabriel, per la seva banda, comença una història intensa amb una jove, Anne, apassionada i inestable.
Adrien sap que està malalt, però decideix no parlar-ne, especialment als seus parents. Quan està hospitalitzat, només Jenny i Gabriel venen a visitar-lo. Uns mesos després d'haver marxat, Adrien ingressa en un període de remissió durant el qual s'instal·la a la vall de Chevreuse amb un parell d'amics, investigadors de la CEA. Es pregunta sobre el seu futur i el significat de la relació que ha iniciat amb Vera, una noia molt jove de setze anys, estudiant de secundària. Mor sobtadament en aquesta casa, deixant als seus amics la responsabilitat de tenir cura dels seus assumptes personals i inèdits. Aleshores Jérémie decideix publicar el darrer llibre d'Adrien, que tindrà un èxit crític més gran que el que l'autor havia tingut durant la seva vida.
Gabriel i Jenny assumeixen el final de la seva història i acaben venent el seu apartament. Obté per primera vegada un lloc de treball estable en una editorial, però sempre dubta en la seva vida personal, de la seva voluntat de viure amb Anne, que de vegades adopta actituds i reaccions estranyes, fins i tot desequilibrades i violentes. Després d'un període de reflexió durant el qual es distanciaren l'un de l'altre –Anne marxant a Londres i Gabriel realtizant un treball negre per a un parlamentari que vol escriure una biografia–, decideixen construir la seva vida junts.

## Repartiment
- Mathieu Amalric - Gabriel
- Virginie Ledoyen - Anne
- François Cluzet - Adrien
- Jeanne Balibar - Jenny
- Alex Descas - Jérémie
- Arsinée Khanjian - Lucie
- Mia Hansen-Løve - Véra
- Nathalie Richard - Maryelle
- Éric Elmosnino - Thomas
- Olivier Cruveiller - Axel
- Jean-Baptiste Malartre - Editor
- André Marcon - Hattou
- Elisabeth Mazev - Visitant de l'apartament
- Olivier Py - Visitant de l'apartament
- Jean-Baptiste Montagut - Joseph Costa

## Recepció
Abans de ser estrenada a les sales als països francòfons d'Europa, es presenta a la competició en diversos festivals internacionals a la tardor de 1998, com el Festival Internacional de Cinema de Toronto al Canadà, després al Festival de Cinema de Nova York dels Estats Units i al Festival Internacional de Cinema de Göteborg a Suècia.
| Any  | Festival                                          | Premi                                 | Guardonat       |
| ---- | ------------------------------------------------- | ------------------------------------- | --------------- |
| 1998 | Festival Internacional de Cinema de Sant Sebastià | Conquilla de Plata a la millor actriu | Jeanne Balibar  |
| 2000 | IX Premis Turia                                   | Millor pel·lícula estrangera          | Olivier Assayas |